# Фоликулостимулиращ хормон
Фоликулостимулиращият хормон (ФСХ) е хормон, който регулира процеса на узряване на яйцеклетките и на сперматозоидите. Под влияние на ФСХ се секретират и женските полови хормони естрогени от зреещия фоликул.

## Механизъм на действие на ФСХ

### Фоликулостимулиращ хормон при жената
Под въздействието на хипофизата (жлеза с вътрешна секреция, намираща се в основата на мозъка) яйчникови клетки отделят естрогени, чието количество се увеличава успоредно с нарастването на фоликула (мехуроподобни структури по повърхността на яйчника). Узряването на яйцеклетките и овулацията (пукане на фоликула и освобождаване на една-единствена яйцеклетка) се стимулира от два хормона, отделяни от хипофизата – ФСХ и лутеинизиращ хормон (ЛХ). Много е важно тези два хормона да се произведат в необходимите количества през цялото време на месечния цикъл, за да може да се осъществи нормална овулация. Под действието на ФСХ фоликулите се стимулират да пораснат.

### Фоликулостимулиращ хормон при мъжа
Този хормон стимулира сперматогенезата в мъжките полови органи, влияейки върху съзряването на сперматогониите до зрели сперматозоиди в семенните каналчета. ФСХ стимулира секрецията на естрогените.